# Saison 1 de The Listener
Chronologie
Saison 2
Cet article présente les treize épisodes de la première saison de la série télévisée canadienne The Listener.

## Synopsis
Toby Logan, jeune ambulancier de 28 ans (cf. épisode 6), est un télépathe. Il a cette faculté de lire dans les pensées les plus intimes des gens depuis son enfance. Toby voit cette capacité comme une malédiction. Cependant, il partage ce secret avec son mentor et confident, le Dr Ray Mercer. Un jour, alors qu'il traverse la ville de Toronto dans son ambulance avec son partenaire Osman « Oz » Bey, il entend une femme appeler au secours. Ils se rendent sur place et sauvent la jeune femme. C'est ainsi, avec l’aide du lieutenant Charlie Marks et de sa copine le Dr Olivia Fawcett, que Toby va rapidement se rendre compte qu’il peut utiliser son don pour aider et sauver des personnes.

## Distribution de la saison

### Acteurs principaux
- Craig Olejnik (VF : Yann Peira) : Toby Logan
- Lisa Marcos (VF : Barbara Beretta) : lieutenant Charlie Marks
- Ennis Esmer (VF : Julien Sibre) : Osman « Oz » Bey
- Mylène Dinh-Robic (VF : Fily Keita) : Dr Olivia Fawcett
- Arnold Pinnock (en) (VF : Bruno Henry) : George Ryder

### Acteurs récurrents
- Colm Feore (VF : Nicolas Marié) : Dr Ray Mercer
- Anthony Lemke (VF : Arnaud Arbessier) : sergent Brian Becker
- Lara Jean Chorostecki : la mère de Toby
- John Fleming : Toby enfant
- Alexz Johnson : l'inconnu

## Épisodes

### Épisode 1:À l'écoute des autres
- Canada : 3 juin 2009 sur CTV
- États-Unis : 4 juin 2009 sur NBC
- France : 
  - 19 octobre 2009 sur 13e rue
  - 9 mars 2010 sur NRJ 12
- Québec : 12 septembre 2011 sur AddikTV

- Canada : 1,074 million de téléspectateurs[1] (première diffusion)
- États-Unis : 5,343 millions de téléspectateurs[2] (première diffusion)

### Épisode 2:La Victime idéale
- Canada /  États-Unis : 4 juin 2009 sur CTV / NBC
- France : 
  - 19 octobre 2009 sur 13e rue
  - 9 mars 2010 sur NRJ 12
- Québec : 19 septembre 2011 sur AddikTV

- Canada : 1 million de téléspectateurs[1] (première diffusion)
- États-Unis : 5,249 millions de téléspectateurs[2] (première diffusion)

### Épisode 3:Une voix dans le noir
- Canada /  États-Unis : 11 juin 2009 sur CTV / NBC
- France : 
  - 26 octobre 2009 sur 13e rue
  - 16 mars 2010 sur NRJ 12
- Québec : 26 septembre 2011 sur AddikTV

- Canada : 983 000 téléspectateurs[3] (première diffusion)
- États-Unis : 4,443 millions de téléspectateurs[4] (première diffusion)

### Épisode 4:L'Amour en quelque sorte
- Canada /  États-Unis : 18 juin 2009 sur CTV / NBC
- France : 
  - 26 octobre 2009 sur 13e rue
  - 16 mars 2010 sur NRJ 12
- Québec : 3 octobre 2011 sur AddikTV

- Canada : 1,079 million de téléspectateurs[5] (première diffusion)
- États-Unis : 3,832 millions de téléspectateurs[6] (première diffusion)

### Épisode 5:Lisa et Daniel
- Canada /  États-Unis : 2 juillet 2009 sur CTV / NBC
- France : 
  - 2 novembre 2009 sur 13e rue
  - 23 mars 2010 sur NRJ 12
- Québec : 10 octobre 2011 sur AddikTV

- Canada : 798 000 téléspectateurs[7] (première diffusion)
- États-Unis : 3,3 millions de téléspectateurs[8] (première diffusion)

### Épisode 6:Trafic
- Canada /  États-Unis : 9 juillet 2009 sur CTV / NBC
- France : 
  - 2 novembre 2009 sur 13e rue
  - 23 mars 2010 sur NRJ 12
- Québec : 17 octobre 2011 sur AddikTV

- Canada : 793 000 téléspectateurs[9] (première diffusion)
- États-Unis : 3,3 millions de téléspectateurs[10] (première diffusion)

### Épisode 7:Il suffit d'y croire
- Canada /  États-Unis : 16 juillet 2009 sur CTV / NBC
- France : 
  - 9 novembre 2009 sur 13e rue
  - 30 mars 2010 sur NRJ 12
- Québec : 24 octobre 2011 sur AddikTV

- Canada : 871 000 téléspectateurs[11] (première diffusion)
- États-Unis : 3,9 millions de téléspectateurs[12] (première diffusion)

### Épisode 8:Justine divine
- Canada /  États-Unis : 23 juillet 2009 sur CTV / NBC
- France : 
  - 9 novembre 2009 sur 13e rue
  - 30 mars 2010 sur NRJ 12
- Québec : 31 octobre 2011 sur AddikTV

- Canada : 937 000 téléspectateurs[13] (première diffusion)
- États-Unis : 3,4 millions de téléspectateurs[14] (première diffusion)

### Épisode 9:Personnalité multiple
- Canada : 30 juillet 2009 sur CTV
- France : 
  - 16 novembre 2009 sur 13e rue
  - 6 avril 2010 sur NRJ 12
- Québec : 7 novembre 2011 sur AddikTV

- Canada : moins de 662 000 téléspectateurs

### Épisode 10:Chasse au trésor
- Canada : 6 août 2009 sur CTV
- France : 
  - 16 novembre 2009 sur 13e rue
  - 6 avril 2010 sur NRJ 12
- Québec : 14 novembre 2011 sur AddikTV

- Canada : 875 000 téléspectateurs[16] (première diffusion)

### Épisode 11:Dans la lumière
- Canada : 13 août 2009 sur CTV
- France : 
  - 23 novembre 2009 sur 13e rue
  - 13 avril 2010 sur NRJ 12
- Québec : 21 novembre 2011 sur AddikTV

- Canada : 894 000 téléspectateurs[17] (première diffusion)

### Épisode 12:Deux Sœurs
- Canada : 20 août 2009 sur CTV
- France : 
  - 23 novembre 2009 sur 13e rue
  - 13 avril 2010 sur NRJ 12
- Québec : 28 novembre 2011 sur AddikTV

- Canada : 739 000 téléspectateurs[18] (première diffusion)

### Épisode 13:Révélations
- Canada : 27 août 2009 sur CTV
- France : 
  - 30 novembre 2009 sur 13e rue
  - 13 avril 2010 sur NRJ 12
- Québec : 5 décembre 2011 sur AddikTV

- Canada : 843 000 téléspectateurs[19] (première diffusion)